# 李河一
李 河一（李夏一、リ・ハイル、朝鮮語: 리하일、1928年1月1日 - 2021年8月1日）は、朝鮮民主主義人民共和国の軍人、政治家。朝鮮労働党中央軍事委員会委員、朝鮮労働党中央委員会委員、朝鮮民主主義人民共和国国防委員会委員、朝鮮労働党軍事部長、人民武力部作戦局長などを歴任。朝鮮人民軍における軍事称号（階級）は次帥。

## 経歴
1928年に産まれる。万景台革命学院卒業後、ソ連に留学。1975年に朝鮮人民軍第525部隊司令官に就任。1979年には第8軍団長に就任。1980年には朝鮮労働党中央委員会委員に選出された。1982年には最高人民会議第7期代議員、朝鮮労働党中央軍事委員会委員、朝鮮労働党軍事部長に選出された。1990年には最高人民会議第9期第1回会議で朝鮮民主主義人民共和国国防委員会委員に選出された。1992年には大将に昇進。1994年には金日成主席の葬儀委員会委員に選出された。
1995年には次師に昇進。1998年の最高人民会議第10期第1回会議で国防委員会委員を解任された。2003年の最高人民会議第11期選挙では選出されなかった。2010年には党中央軍事委員会委員、党中央委員会委員を解任された。この人事は金正日世代から金正恩世代への交代人事とされる。
2021年8月1日に死亡したことが2023年9月15日の朝鮮中央通信の報道によって明らかになった。

## 参考サイト
- 북한정보포털